# Fidelisa
Fidelisa – imię żeńskie pochodzenia łacińskiego. Wywodzi się od słowa fidelis, ‘wierny, pewny’. Oznacza kobietę „pełną wiary”.
Męskim odpowiednikiem jest Fidelis.
Fidelisa imieniny obchodzi 21 sierpnia.